# Plesiotrygon
Genre
Plesiotrygon est un genre de raies d'eau douce, originaire du bassin de l'Amazone.

## Liste des espèces
Selon World Register of Marine Species (15 janvier 2020) :
- Plesiotrygon iwamae Rosa, Castello & Thorson, 1987
- Plesiotrygon nana Carvalho & Ragno, 2011